# Persone di nome Ferdinand
| Questa pagina contiene informazioni ricavate automaticamente dalle voci biografiche con l'ausilio del template Bio e di un bot. L'aggiornamento è periodico e automatico e ricostruisce completamente la pagina. Se manca una persona in questa lista, sei pregato di non aggiungerla, ma accertati piuttosto che la sua voce biografica contenga il template Bio e che i dati anagrafici siano correttamente compilati. Se il template Bio manca, inseriscilo tu stesso o, in alternativa, metti l'avviso {{tmp\|Bio}} che ne segnala la mancanza. Se i dati riportati sono sbagliati, correggi direttamente la voce biografica; le modifiche saranno visibili in questa lista entro pochi giorni. Per chiarimenti vedi il progetto antroponimi. La lista contiene solo le 225 persone che sono citate nell'enciclopedia e per le quali è stato implementato correttamente il template Bio. Pagina aggiornata al 22 lug 2025. |

Questa è una lista di persone presenti nell'enciclopedia che hanno il nome Ferdinand, suddivise per attività principale.

## Allenatori di calcio(5)
- Ferdinand Bilali, allenatore di calcio e ex calciatore albanese (Elbasan, n. 1969)
- Ferdinand Feldhofer, allenatore di calcio e ex calciatore austriaco (Vorau, n. 1979)
- Ferdinand Frithum, allenatore di calcio e calciatore austriaco (n. 1891 - † 1957)
- Ferdinand Schäffer, allenatore di calcio e calciatore austriaco
- Ferdinand Swatosch, allenatore di calcio e calciatore austriaco (Simmering, n. 1894 - † 1974)

## Alpinisti(1)
- Ferdinand Kilger, alpinista, fotografo e scrittore tedesco (Monaco di Baviera, n. 1853 - Kaprun, † 1893)

## Ammiragli(2)
- Ferdinand de Relingue, ammiraglio svedese (Svezia, n. 1636 - Malaga, † 1704)
- Ferdinand Petrovič Vrangel', ammiraglio e esploratore russo (Pskov, n. 1796 - Dorpat, † 1870)

## Arbitri di calcio(1)
- Ferdinand Marschall, arbitro di calcio austriaco (n. 1924 - Waldzell, † 2006)

## Architetti(4)
- Ferdinand Dierkens, architetto belga (Gand, n. 1856 - Gand, † 1936)
- Ferdinand Dutert, architetto francese (Douai, n. 1845 - Parigi, † 1906)
- Ferdinand Fellner, architetto austriaco (Vienna, n. 1847 - Vienna, † 1916)
- Ferdinand Milučký, architetto slovacco (Rajec, n. 1929 - Bratislava, † 2019)

## Arcivescovi cattolici(4)
- Ferdinand Maria von Chotek, arcivescovo cattolico austriaco (Vienna, n. 1781 - Praga, † 1836)
- Ferdinand Stanislaus Pawlikowski, arcivescovo cattolico austriaco (Vienna, n. 1877 - Graz, † 1956)
- Ferdinand Périer, arcivescovo cattolico belga (Anversa, n. 1875 - Calcutta, † 1968)
- Ferdinand August von Spiegel, arcivescovo cattolico tedesco (Castello di Canstein, presso Marsberg, n. 1764 - Colonia, † 1835)

## Artisti(1)
- Eugène Delacroix, artista e pittore francese (Charenton-Saint-Maurice, n. 1798 - Parigi, † 1863)

## Assassini seriali(1)
- Ferdinand Gamper, serial killer e terrorista italiano (Merano, n. 1957 - Rifiano, † 1996)

## Astronomi(1)
- Ferdinand Quénisset, astronomo francese (Parigi, n. 1872 - † 1951)

## Attori(6)
- Ferdinand von Alten, attore tedesco (San Pietroburgo, n. 1885 - Dessau, † 1933)
- Ferdinand Bonn, attore tedesco (Donauwörth, n. 1861 - Berlino, † 1933)
- Ferdinand Gottschalk, attore britannico (Londra, n. 1858 - Londra, † 1944)
- Ferdinand Guillaume, attore, produttore cinematografico e regista francese (Bayonne, n. 1887 - Viareggio, † 1977)
- Ferdinand Marian, attore austriaco (Vienna, n. 1902 - Dürneck, † 1946)
- Ferdinand Martini, attore tedesco (Monaco di Baviera, n. 1870 - Berlino, † 1930)

## Attori teatrali(1)
- Ferdinand Esslair, attore teatrale e regista austriaco (Osijek, n. 1772 - Mühlau, † 1840)

## Aviatori(2)
- Léon Delagrange, aviatore e scultore francese (Orléans, n. 1872 - Croix d'Hins, † 1910)
- Ferdinand Udvardy, aviatore austro-ungarico (Presburgo, n. 1895)

## Avvocati(3)
- Ferdinand Bordewijk, avvocato e scrittore olandese (Amsterdam, n. 1884 - L'Aia, † 1965)
- Ferdinand Pecora, avvocato e magistrato italiano (Nicosia, n. 1882 - New York, † 1971)
- Ferdinand von Schirach, avvocato e scrittore tedesco (Monaco, n. 1964)

## Banchieri(2)
- Ferdinand Bischoffsheim, banchiere e politico belga (Bruxelles, n. 1837 - Parigi, † 1909)
- Ferdinand de Rothschild, banchiere francese (Parigi, n. 1839 - Waddesdon, † 1898)

## Botanici(4)
- Ferdinand Christian Gustav Arnold, botanico tedesco (Ansbach, n. 1828 - Monaco di Baviera, † 1901)
- Ferdinand Julius Cohn, botanico e biologo tedesco (Breslavia, n. 1828 - Breslavia, † 1898)
- Ferdinand Deppe, botanico, esploratore e entomologo tedesco (Berlino, n. 1794 - Berlino, † 1861)
- Ferdinand von Mueller, botanico tedesco (Rostock, n. 1825 - Melbourne, † 1896)

## Calciatori(17)
- Ferdinand Adams, calciatore belga (Berchem, n. 1903 - Anderlecht, † 1985)
- Ferdinand Bruhin, calciatore svizzero (Pontevico, n. 1908 - Marsiglia, † 1986)
- Ferdinand Coly, ex calciatore senegalese (Dakar, n. 1973)
- Ferdinand Daučík, calciatore e allenatore di calcio cecoslovacco (Šahy, n. 1910 - Alcalá de Henares, † 1986)
- Ferdinand Faczinek, calciatore e allenatore di calcio cecoslovacco (Bratislava, n. 1911 - † 1991)
- Ferdinand Feller, calciatore svizzero (Strättligen, n. 1932 - Adliswil, † 2001)
- Ferdinand Hajný, calciatore cecoslovacco (Kladno, n. 1899 - † 1978)
- Ferdinand Kardoš, calciatore cecoslovacco (Rybárpole, n. 1905 - † 1984)
- Ferdinand Keller, calciatore tedesco (Monaco di Baviera, n. 1946 - Steinebach, † 2023)
- Ferdinand Oswald, ex calciatore tedesco (Hohenpeißenberg, n. 1990)
- Ferdinand Plánický, calciatore cecoslovacco (n. 1920 - † 2001)
- Ferdinand Rochet, calciatore francese (Parigi, n. 1889 - Asnières-sur-Seine, † 1929)
- Ferdinand Schachinger, calciatore austriaco (Vienna, n. 1903)
- Ferdi Vierklau, ex calciatore olandese (Bilthoven, n. 1973)
- Ferdinand Wenauer, calciatore tedesco (n. 1939 - † 1992)
- Ferdinand Wesely, calciatore austriaco (Vienna, n. 1897 - Vienna, † 1949)
- Ferdinand Wolf, calciatore austriaco († 1949)

## Canottieri(1)
- Ernst Felle, canottiere tedesco (Biberach an der Riß, n. 1876 - Heidelberg, † 1959)

## Cardinali(1)
- Ferdinand Julius von Troyer, cardinale e vescovo cattolico austriaco (Bressanone, n. 1698 - Brno, † 1758)

## Cestisti(3)
- Ferdinand Prénom, cestista francese (Parigi, n. 1991)
- Thirdy Ravena, cestista filippino (Iloilo, n. 1996)
- Ferdinand Zylka, cestista tedesco (Berlino, n. 1998)

## Chimici(3)
- Henri Moissan, chimico francese (Parigi, n. 1852 - Parigi, † 1907)
- Ferdinand Münz, chimico austriaco (Cracovia, n. 1888 - Glashütten, † 1969)
- Ferdinand Reich, chimico e fisico tedesco (Bernburg, n. 1799 - Freiberg, † 1882)

## Chitarristi(1)
- Ferdinand Karmelk, chitarrista olandese (n. 1950 - Ibiza, † 1988)

## Ciclisti su strada(5)
- Ferdinand Bracke, ex ciclista su strada, pistard e dirigente sportivo belga (Hamme Durme, n. 1939)
- Ferdi Kübler, ciclista su strada e pistard svizzero (Marthalen, n. 1919 - Zurigo, † 2016)
- Ferdinand Le Drogo, ciclista su strada e pistard francese (Pontivy, n. 1903 - Vannes, † 1976)
- Ferdinand Payan, ciclista su strada francese (Arles, n. 1870 - Nizza, † 1961)
- Ferdi Van Den Haute, ex ciclista su strada e pistard belga (Deftinge, n. 1952)

## Compositori(5)
- Ferdinand Fränzl, compositore, violinista e direttore d'orchestra tedesco (Schwetzingen, n. 1770 - Mannheim, † 1833)
- Ferdinand Hiller, compositore, direttore d'orchestra e critico musicale tedesco (Francoforte sul Meno, n. 1811 - Colonia, † 1885)
- Ferdinand Samuel Laur, compositore, direttore di coro e direttore d'orchestra tedesco (Markdorf, n. 1791 - Egelshofen, † 1854)
- Herms Niel, compositore tedesco (Nielebock, n. 1888 - Lingen, † 1954)
- Ferdinand Ries, compositore e pianista tedesco (Bonn, n. 1784 - Francoforte sul Meno, † 1838)

## Dermatologi(1)
- Ferdinand von Hebra, dermatologo austriaco (Brünn, n. 1816 - Vienna, † 1880)

## Diplomatici(3)
- Ferdinand von Langenau, diplomatico, militare e nobile austriaco (Linz, n. 1818 - Vienna, † 1881)
- Ferdinand de Lesseps, diplomatico e imprenditore francese (Versailles, n. 1805 - Guilly, † 1894)
- Ferdinand von Mensshengen, diplomatico austriaco (Vienna, n. 1801 - Vienna, † 1885)

## Direttori d'orchestra(2)
- Ferdinand Leitner, direttore d'orchestra tedesco (Berlino, n. 1912 - Zurigo, † 1996)
- Ferdinand Löwe, direttore d'orchestra austriaco (Vienna, n. 1865 - † 1925)

## Disegnatori(1)
- Ferdinand Bac, disegnatore austriaco (Stoccarda, n. 1859 - Compiègne, † 1952)

## Drammaturghi(2)
- Ferdinand Laloue, drammaturgo, librettista e impresario teatrale francese (n. 1794 - Passy, † 1850)
- Ferdinand Raimund, drammaturgo austriaco (Vienna, n. 1790 - Pottenstein, † 1836)

## Entomologi(1)
- Ferdinand Karsch, entomologo, aracnologo e antropologo tedesco (Münster, n. 1853 - Berlino, † 1936)

## Esploratori(1)
- Ferdinand van Olmen, esploratore fiammingo

## Filosofi(4)
- Ferdinand Alquié, filosofo francese (Carcassonne, n. 1906 - Montpellier, † 1985)
- Ferdinand Ebner, filosofo austriaco (Wiener Neustadt, n. 1882 - Gablitz, † 1931)
- Ferdinand Fellmann, filosofo tedesco (Hirschberg im Riesengebirge, n. 1939 - Münster, † 2019)
- Ferdinand Canning Scott Schiller, filosofo tedesco (Ottensen, n. 1864 - Los Angeles, † 1937)

## Fisici(1)
- Ferdinand Brickwedde, fisico statunitense (Baltimora, n. 1903 - Bellefonte, † 1989)

## Fondisti(1)
- Ferdinando Glück, fondista e alpinista italiano (Selva di Val Gardena, n. 1901 - † 1987)

## Generali(13)
- Ferdinand Bauer, generale e politico austriaco (Lemberg, n. 1825 - Vienna, † 1893)
- Ferdinand von Bredow, generale tedesco (Neuruppin, n. 1884 - Berlino, † 1934)
- Ferdinand Čatloš, generale e politico slovacco (Liptovský Peter, n. 1895 - Martin, † 1972)
- Ferdinand Anton von Dondorf, generale austriaco (Vienna, n. 1806 - Vienna, † 1882)
- Ferdinand Foch, generale francese (Tarbes, n. 1851 - Parigi, † 1929)
- Ferdinand Heim, generale tedesco (Reutlingen, n. 1895 - Ulma, † 1971)
- Ferdinand Kosak, generale austro-ungarico (Bürgstein, n. 1856 - Graz, † 1932)
- Ferdinand von Quast, generale tedesco (Radensleben, n. 1850 - Potsdam, † 1939)
- Ferdinand von Sammern-Frankenegg, generale tedesco (Grieskirchen, n. 1897 - Banja Luka, † 1944)
- Ferdinand Schaal, generale tedesco (Braunschweig, n. 1889 - Baden-Baden, † 1962)
- Ferdinand Schörner, generale tedesco (Monaco di Baviera, n. 1892 - Monaco di Baviera, † 1973)
- Ferdinand von Zeppelin, generale tedesco (Costanza, n. 1838 - Berlino, † 1917)
- Ferdinand de Marsin, generale e diplomatico francese (Liegi, n. 1656 - Torino, † 1706)

## Geografi(1)
- Ferdinand von Richthofen, geografo e geologo tedesco (Pokój, n. 1833 - Berlino, † 1905)

## Geologi(3)
- Ferdinand Broili, geologo e paleontologo tedesco (Mühlbach, n. 1874 - Mühlbach, † 1946)
- Ferdinand André Fouqué, geologo francese (Mortain, n. 1828 - † 1904)
- Ferdinand Vandeveer Hayden, geologo statunitense (Westfield, n. 1829 - Filadelfia, † 1887)

## Gesuiti(1)
- Ferdinand Verbiest, gesuita, missionario e astronomo fiammingo (Pittem, n. 1623 - Pechino, † 1688)

## Hockeisti su ghiaccio(1)
- Ferdinand Cattini, hockeista su ghiaccio svizzero (Grono, n. 1916 - Davos, † 1969)

## Imprenditori(2)
- Ferdinand Piëch, imprenditore austriaco (Vienna, n. 1937 - Rosenheim, † 2019)
- Ferdinand Anton Ernst Porsche, imprenditore austriaco (Wiener Neustadt, n. 1909 - Zell am See, † 1998)

## Ingegneri(4)
- Ferdinand Philippe Carré, ingegnere francese (Moislains, n. 1824 - Pommeuse, † 1900)
- Ferdinand Porsche, ingegnere e imprenditore austriaco (Maffersdorf, n. 1875 - Stoccarda, † 1951)
- Ferdinand Alexander Porsche, ingegnere, progettista e manager tedesco (Stoccarda, n. 1935 - Salisburgo, † 2012)
- Ferdinand Schichau, ingegnere e imprenditore tedesco (Elbing, n. 1814 - Elbing, † 1896)

## Inventori(1)
- Ferdinand Mannlicher, inventore austriaco (Magonza, n. 1848 - Vienna, † 1904)

## Judoka(1)
- Ferdinand Karapetian, judoka armeno (Vardenis, n. 1992)

## Linguisti(2)
- Ferdinand Justi, linguista e orientalista tedesco (Marburgo, n. 1837 - Marburgo, † 1907)
- Ferdinand de Saussure, linguista e semiologo svizzero (Ginevra, n. 1857 - Vufflens-le-Château, † 1913)

## Matematici(4)
- Gotthold Eisenstein, matematico tedesco (Berlino, n. 1823 - Berlino, † 1852)
- Ferdinand Georg Frobenius, matematico tedesco (Charlottenburg, n. 1849 - Berlino, † 1917)
- Ferdinand Ernst Karl Herberstein, matematico e militare tedesco († 1720)
- Ferdinand Joachimsthal, matematico tedesco (Goldberg, n. 1818 - Breslavia, † 1861)

## Mecenati(1)
- Ferdinand Ernst Gabriel von Waldstein, mecenate tedesco (Vienna, n. 1762 - Vienna, † 1823)

## Medici(3)
- Ferdinand Monoyer, medico francese (Lione, n. 1836 - Lione, † 1912)
- Ferdinand Christoph Oetinger, medico tedesco (Göppingen, n. 1719 - Tubinga, † 1772)
- Victor Prosch, medico, veterinario e biologo danese (Copenaghen, n. 1820 - Copenaghen, † 1885)

## Medievisti(1)
- Ferdinand Lot, medievista francese (Le Plessis-Robinson, n. 1866 - Fontenay-aux-Roses, † 1952)

## Militari(11)
- Ferdinand Ernst Maria von Bissingen-Nippenburg, ufficiale e politico austriaco (Wilten, n. 1749 - Wilten, † 1831)
- Ferdinando Bubna, militare boemo (Zámrsk, n. 1768 - Milano, † 1825)
- Ferdinand Julian Egeberg, militare norvegese (Moss, n. 1842 - Tolga, † 1921)
- Ferdinand zu Hardegg, militare e nobile austriaco (n. 1549 - Vienna, † 1595)
- Ferdinand Poschacher von Poschach, militare austriaco (Innsbruck, n. 1819 - Sadowa, † 1866)
- Ferdinand Daniel Pulszky de Csélfalva, militare austriaco (Prešov, n. 1759 - Siriu, † 1817)
- Ferdinand von Rosenzweig, militare e ingegnere austriaco (Vienna, n. 1812 - Città del Messico, † 1892)
- Ferdinand Isaac de Rovéréa, militare svizzero (Vevey, n. 1763 - Baveno, † 1829)
- Ferdinand von Schill, ufficiale prussiano (Wilmsdorf, n. 1776 - Stralsund, † 1809)
- Ferdinand Tige, militare e politico ungherese (Hermannstadt, n. 1722 - Vienna, † 1811)
- Ferdinand von Wintzingerode, militare tedesco (Allendorf an der Werra, n. 1770 - Wiesbaden, † 1818)

## Multiplisti(1)
- Ferdinand Bie, multiplista norvegese (Drammen, n. 1888 - Kristiansand, † 1961)

## Musicisti(1)
- Ferdinand Vach, musicista ceco (Jaslovice, n. 1860 - Brno, † 1939)

## Naturalisti(2)
- Ferdinand Heine, naturalista tedesco (n. 1809 - † 1894)
- Ferdinand Seidl, naturalista e geografo sloveno (Novo mesto, n. 1856 - † 1942)

## Nobili(8)
- Ferdinand Dalberg-Acton, nobile britannico (Palermo, n. 1801 - Parigi, † 1837)
- Ferdinand Bonaventura Kinsky von Wchinitz und Tettau, nobile austriaco (Vienna, n. 1834 - Hermannstädtel, † 1904)
- Ferdinand von Plettenberg, nobile tedesco (Paderborn, n. 1690 - Vienna, † 1737)
- Ferdinand Bonaventura I von Harrach, nobile, diplomatico e politico austriaco (n. 1637 - Karlovy Vary, † 1706)
- Ferdinand August von Lobkowicz, nobile e diplomatico ceco (Neustadt an der Waldnaab, n. 1655 - Vienna, † 1715)
- Ferdinand Joseph von Lobkowicz, nobile, imprenditore e politico boemo (Hollabrunn, n. 1797 - Vienna, † 1868)
- Ferdinand Philipp von Lobkowicz, nobile ceco (Praga, n. 1724 - Vienna, † 1784)
- Ferdinand Maria von Lobkowicz, nobile e vescovo cattolico boemo (Vienna, n. 1726 - Münster, † 1795)

## Orologiai(1)
- Ferdinand Berthoud, orologiaio francese (Plancemont-sur-Couvet, n. 1727 - Groslay, † 1807)

## Paleontologi(1)
- Ferdinand Stolička, paleontologo e ornitologo ceco (Kroměříž, n. 1838 - Ladakh, † 1874)

## Pallamanisti(1)
- Ferdinand Kiefler, pallamanista austriaco (Vienna, n. 1913 - Erftstadt, † 1945)

## Pallanuotisti(2)
- Ferdinand Denzler, pallanuotista svizzero (Leoben, n. 1909 - La Croix-Valmer, † 1991)
- Ferdinand Panke, pallanuotista tedesco (Wuppertal, n. 1922 - Wuppertal, † 1996)

## Pallavolisti(1)
- Ferdinand Tille, pallavolista tedesco (Mühldorf am Inn, n. 1988)

## Patrioti(1)
- Ferdinand Juriga, patriota e presbitero slovacco (Gbely, n. 1874 - Bratislava, † 1950)

## Pianisti(2)
- Ferdinand Beyer, pianista e compositore tedesco (Querfurt, n. 1803 - Magonza, † 1863)
- Jelly Roll Morton, pianista e compositore statunitense (New Orleans, n. 1890 - Los Angeles, † 1941)

## Piloti automobilistici(1)
- Ferdinand Habsburg, pilota automobilistico austriaco (Salisburgo, n. 1997)

## Pistard(1)
- Ferdinand Vasserot, pistard francese (Parigi, n. 1881 - Lizy-sur-Ourcq, † 1963)

## Pittori(13)
- Ferdinand Bol, pittore olandese (Dordrecht, n. 1616 - Amsterdam, † 1680)
- Ferdinand Elle, pittore francese (Malines - Parigi)
- Ferdinand Hodler, pittore svizzero (Berna, n. 1853 - Ginevra, † 1918)
- Ferdinand Keller, pittore tedesco (Karlsruhe, n. 1842 - Baden-Baden, † 1922)
- Ferdinand van Kessel, pittore olandese (Breda, n. 1647 - Breda, † 1696)
- Ferdinand Luigini, pittore e incisore francese (Orliénas, n. 1870 - Parigi, † 1943)
- Ferdinand Johann von Olivier, pittore, litografo e incisore tedesco (Dessau, n. 1785 - Monaco di Baviera, † 1841)
- Ferdinand Pauwels, pittore belga (Ekeren, n. 1830 - Dresda, † 1904)
- Ferdinand Penker, pittore austriaco (Klagenfurt, n. 1950 - Farrach, † 2014)
- Ferdinand von Rayski, pittore tedesco (Pegau, n. 1806 - Dresda, † 1890)
- Ferdinand Schirren, pittore e scultore belga (Anversa, n. 1872 - Bruxelles, † 1944)
- Ferdinand Sturm, pittore olandese (Zierikzee, n. 1515 - Siviglia, † 1556)
- Ferdinand Georg Waldmüller, pittore e scrittore austriaco (Vienna, n. 1793 - Hinterbrühl, † 1865)

## Poeti(2)
- Ferdinand Freiligrath, poeta tedesco (Detmold, n. 1810 - Stoccarda, † 1876)
- Otto Heinrich von Loeben, poeta e scrittore tedesco (Dresda, n. 1786 - Dresda, † 1825)

## Politici(13)
- Ferdinand Buisson, politico francese (Parigi, n. 1841 - Parigi, † 1932)
- Ferdinand von Colloredo-Mansfeld, politico austriaco (Vienna, n. 1777 - Gresten, † 1848)
- Ferdinand Grapperhaus, politico olandese (Amsterdam, n. 1959)
- Ferdinand Sigismund Kurz von Senftenau, politico tedesco (Monaco di Baviera, n. 1592 - Vienna, † 1659)
- Ferdinand Marcos, politico, avvocato e militare filippino (Sarrat, n. 1917 - Honolulu, † 1989)
- Ferdinand Marcos Jr., politico filippino (Manila, n. 1957)
- Ferdinand Palluel, politico e avvocato francese (Chambéry, n. 1796 - Cléry, † 1864)
- Martin Romuáldez, politico filippino (Manila, n. 1963)
- Ferdinand von Trauttmansdorff-Weinsberg, politico austriaco (Vienna, n. 1825 - Friedau, † 1896)
- Ferdinand Werner, politico e storico tedesco (Weidenhausen, n. 1876 - Gießen, † 1961)
- Ferdinand Willeit, politico e manager italiano (Fortezza, n. 1938 - Verona, † 2018)
- Ferdinand Xhaferri, politico albanese (Durazzo, n. 1964)
- Ferdinand Ďurčanský, politico slovacco (Rajec, n. 1906 - Monaco di Baviera, † 1974)

## Politologi(1)
- Ferdinand Kinsky von Wchinitz und Tettau, politologo tedesco (Praga, n. 1934 - Vienna, † 2020)

## Principi(1)
- Ferdinand Kinsky von Wchinitz und Tettau, principe (Vienna, n. 1781 - Veltrusy, † 1812)

## Registi(2)
- Ferdinand Diehl, regista tedesco (Unterwössen, n. 1901 - Gräfelfing, † 1992)
- Ferdinand Zecca, regista francese (Parigi, n. 1864 - Saint-Mandé, † 1947)

## Schermidori(2)
- Ferdinand Feyerick, schermidore belga (Gand, n. 1865 - Gand, † 1920)
- Ferdinand Jassogne, schermidore belga (Woluwe-Saint-Lambert, n. 1915)

## Sciatori alpini(2)
- Ferdl Fettig, ex sciatore alpino tedesco (n. 1940)
- Ferdinand Lechner, ex sciatore alpino tedesco (n. 1954)

## Sciatori freestyle(1)
- Ferdinand Dahl, sciatore freestyle norvegese (n. 1998)

## Scrittori(5)
- Ferdinand Brunetière, scrittore e storico francese (Tolone, n. 1849 - Parigi, † 1906)
- Ferdinand Kürnberger, scrittore austriaco (Vienna, n. 1821 - Monaco, † 1879)
- Ferdinand de Lanoye, scrittore francese (Saint-Saturnin-lès-Avignon, n. 1806 - Vienne, † 1870)
- Ferdinand Lassalle, scrittore e politico tedesco (Breslavia, n. 1825 - Carouge, † 1864)
- Ferdinand Oyono, scrittore e diplomatico camerunese (Ngoulémakong, n. 1929 - Yaoundé, † 2010)

## Scultori(6)
- Ferdinand Maximilian Brokoff, scultore e stuccatore boemo (Červený Hrádek, n. 1688 - Praga, † 1731)
- Ferdinand Cheval, scultore francese (Charmes-sur-l'Herbasse, n. 1836 - Hauterives, † 1924)
- Ferdinand Dietz, scultore tedesco (Holtschitz, n. 1708 - Memmelsdorf, † 1777)
- Ferdinand Faivre, scultore francese (Marsiglia, n. 1860 - Montrouge, † 1937)
- Ferdinand Gibault, scultore, incisore e medaglista francese (Brest, n. 1837 - Parigi, † 1926)
- Ferdinand von Miller, scultore tedesco (Fürstenfeldbruck, n. 1813 - Monaco di Baviera, † 1887)

## Sociologi(1)
- Ferdinand Tönnies, sociologo tedesco (Oldenswort, n. 1855 - Kiel, † 1936)

## Storici(2)
- Ferdinand Chalandon, storico e numismatico francese (Lione, n. 1875 - Losanna, † 1921)
- Ferdinand Gregorovius, storico e medievista tedesco (Neidenburg, n. 1821 - Monaco di Baviera, † 1891)

## Teologi(1)
- Ferdinand Christian Baur, teologo tedesco (Schmiden, n. 1792 - Tubinga, † 1860)

## Velisti(1)
- Ferdinand de Schlatter, velista francese (Parigi, n. 1831 - Boulogne-Billancourt, † 1907)

## Velocisti(1)
- Ferdinand Omanyala, velocista keniota (Nairobi, n. 1996)

## Vescovi cattolici(3)
- Ferdinand Hermann Maria von Lüninck, vescovo cattolico tedesco (Gleuel, n. 1755 - Abbazia di Corvey, † 1825)
- Ferdinand Rüegg, vescovo cattolico svizzero (Goldingen, n. 1847 - Tübach, † 1913)
- Ferdinand von Schlör, vescovo cattolico tedesco (Richelbach, n. 1839 - Würzburg, † 1924)

## Violinisti(2)
- Ferdinand David, violinista e compositore tedesco (Amburgo, n. 1810 - Klosters, † 1873)
- Ferdinand Küchler, violinista e compositore tedesco (Gießen, n. 1867 - Lipsia, † 1937)

## Zoologi(1)
- Valentin Haecker, zoologo tedesco (n. 1864 - † 1927)

## Senza attività specificata(2)
- Ferdinand von Hompesch zu Bolheim, tedesco (Bolheim, n. 1744 - Montpellier, † 1805)
- Ferdinand von Wilczek, conte austriaco (Dobroslavice, n. 1893 - Seebarn, † 1977)